# 2002年の交通
2002年の交通（2002ねんのこうつう）とは、2002年（平成14年）に起こった交通関係の出来事をまとめたページである。
2001年の交通 - 2002年の交通 - 2003年の交通

## 出来事の一覧

### 2月
- （海運）  中国の青島港で大型2バースの新ターミナルが開業[1]